# (200089) 1993 FY9
(200089) 1993 FY9 es un asteroide perteneciente al cinturón de asteroides, descubierto el 17 de marzo de 1993 por el equipo del Uppsala-ESO Survey of Asteroids and Comets desde el Observatorio de La Silla, Chile.

## Designación y nombre
Designado provisionalmente como 1993 FY9.

## Características orbitales
1993 FY9 está situado a una distancia media del Sol de 2,622 ua, pudiendo alejarse hasta 2,865 ua y acercarse hasta 2,378 ua. Su excentricidad es 0,092 y la inclinación orbital 2,875 grados. Emplea 1550,86 días en completar una órbita alrededor del Sol.

## Características físicas
La magnitud absoluta de 1993 FY9 es 16,6.